# Robert Tappan Morris
Robert Tappan Morris (ur. 8 listopada 1965) – amerykański informatyk, znany z napisania kodu pierwszego w Stanach Zjednoczonych robaka komputerowego.
Jest synem szefa informatyków w National Security Agency. W 1988 r. był doktorantem na wydziale informatyki Uniwersytetu Cornell. Prowadził w tym czasie badania nad błędami w systemach 4 BSD Unix. Korzystając z wykrytych błędów napisał program nazywany dzisiaj robakiem Morrisa, który potrafił mnożyć się w tych systemach. Robak został uruchomiony 2 listopada 1988 r. Miał on mnożyć się w ograniczony sposób, jednak wskutek błędu programisty nie zadziałało wbudowane ograniczenie. Robak w krótkim czasie praktycznie sparaliżował działanie ówczesnego, bardzo jeszcze skromnego Internetu zarażając ponad 6 tysięcy maszyn. Za swój czyn 22 stycznia 1990 r. został skazany na 3 lata obserwacji sądowej, grzywnę pieniężną 10 050 dolarów, 400 godzin prac społecznych i zapłacenie kosztów nadzoru.
W 2005 założył razem z Paulem Grahamem, Trevorem Blackwellem i Jessicą Livingston Y Combinator, akcelerator startupów technologicznych finansujący startupy.
Później dołączył do grona wykładowców na wydziale Elektrotechniki i Informatyki w Massachusetts Institute of Technology (MIT), gdzie otrzymał stałą posadę w 2006 roku.